# Babizem
Babizem je religija, ki se je začela 23. maja 1844 v perzijskem (danes iranskem) Širazu, ko se je Mirza Ali Mohamed razglasil za Baba (»vrata vere«).  Bab je rekel, da je enak Mohamedu in da so bili prejšnji preroki božanske manifestacije. Toda še večja manifestacija naj bi prišla 19 let pozneje (s tem tudi razkritje Svete Knjige - Bayán, ki naj bi izpodrinila Koran.)
Vera v babizem je centrirana okoli Baba, ki velja kot ogledalo Boga. Babizem ima določene elemente islama in le-te je redefiniral. Predstavlja idejo, da je bil svet ustvarjen s 7 atributi:
- predestinacija,
- predeterminacija,
- volja,
- hotenje,
- pogubljenje in
- razodetje.

Števila igrajo pomembno vologo v babizmu - 19 je Bogu najprijetnejše število. Leto je tako razdeljeno na 19 mesecev, in vsak mesec je sestavljen iz 19 dni. V svetu je 19 članov, ki vodijo babistično skupnost. In Bab je tudi napovedal, da bo poteklo 19 let preden bo nova človeška manifestacija Boga prišla na Zemljo.

## Rojstvo bahajstva
Babizem je preživel usmrtitev Baba leta 1850 in njegov naslednik Mirza Husein Ali se je leta 1863 razglasil za manifestacijo, o kateri je govoril Bab, in s tem vzpostavil novo religijo, bahajstvo. To je pripeljalo do shizme, ko se je mnogo babistov odločilo da bo sledilo Nuriju, preostali babisti pa so se preimenovali v Azalije.

## Babizem danes
Točno število babistov danes je zelo majhno: njihovo geografsko področje je omejeno na Uzbekistan. Vsako leto se vsi babisti med 11. in 42. letom starosti postijo en mesec (19 dni). Molitve niso obvezne, so samo priporočene, in so lahko izvedene brez obrednega umivanja. Ženskam ni treba nositi rut in lahko svobodno vstopajo v razmerja in izstopajo iz njih. Potovanja, še zlasti po morju, so omejena.